# نافاموستات
نافاموستات (انگلیسی: Nafamostat یک مهارکننده مصنوعی سرین پروتئاز و یک ضد انعقاد کوتاه اثر است که رای درمان پانکراتیت به کار می‌رود. همچنین دارای برخی خواص بالقوه ضد ویروسی و ضد سرطانی است. نافاموستات یک مهارکننده پروتئولیتیک سریع الاثر است و در حین همودیالیز برای جلوگیری از پروتئولیز فیبرینوژن به فیبرین به کار می‌رود. مکانیسم اثر نافاموستات به عنوان یک سوبسترای محکم با اتصال آهسته است که پروتئین مورد نظر را در شکل میانی آنزیم آسیل به دام می‌اندازد و در نتیجه مهار مشاهده شده آشکاری را به همراه دارد.
خطرات عوارض شدید مانند: آگرانولوسیتوز، هیپرکالمی و آنافیلاکسی وجود دارد که باید در مراقبت‌های غیر اورژانسی اندازه‌گیری شوند. در برخی از کشورها از آن به عنوان درمانی برای پانکراتیت و سرطان پانکراس استفاده می‌شود.